# Jakob Dubs

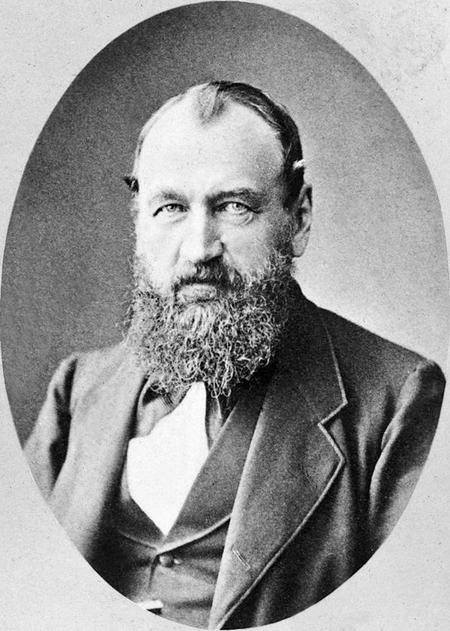
Dubs um 1875

Jakob Dubs (* 26. Juli 1822 in Affoltern am Albis; † 13. Januar 1879 in Lausanne, heimatberechtigt in Affoltern am Albis) war ein Schweizer Politiker, Journalist, Staatsanwalt und Richter. Politisch war er im Kanton Zürich als Kantonsrat und Regierungsrat tätig, auf Bundesebene als Nationalrat und Ständerat. 1861 wurde er als Vertreter der liberalen Mitte (der heutigen FDP) in den Bundesrat gewählt. In den Jahren 1864, 1868 und 1870 war er Bundespräsident. 1872 trat Dubs zurück, blieb aber als Nationalrat weiterhin politisch aktiv und bekämpfte erfolgreich eine als zentralistisch kritisierte Verfassungsrevision. Darüber hinaus gehörte er dem Bundesgericht an. Von 1866 bis 1872 war er Präsident des «Hülfsvereins für schweizerische Wehrmänner und deren Familien», aus dem später das Schweizerische Rote Kreuz entstand.

## Biografie

### Familie und Studium

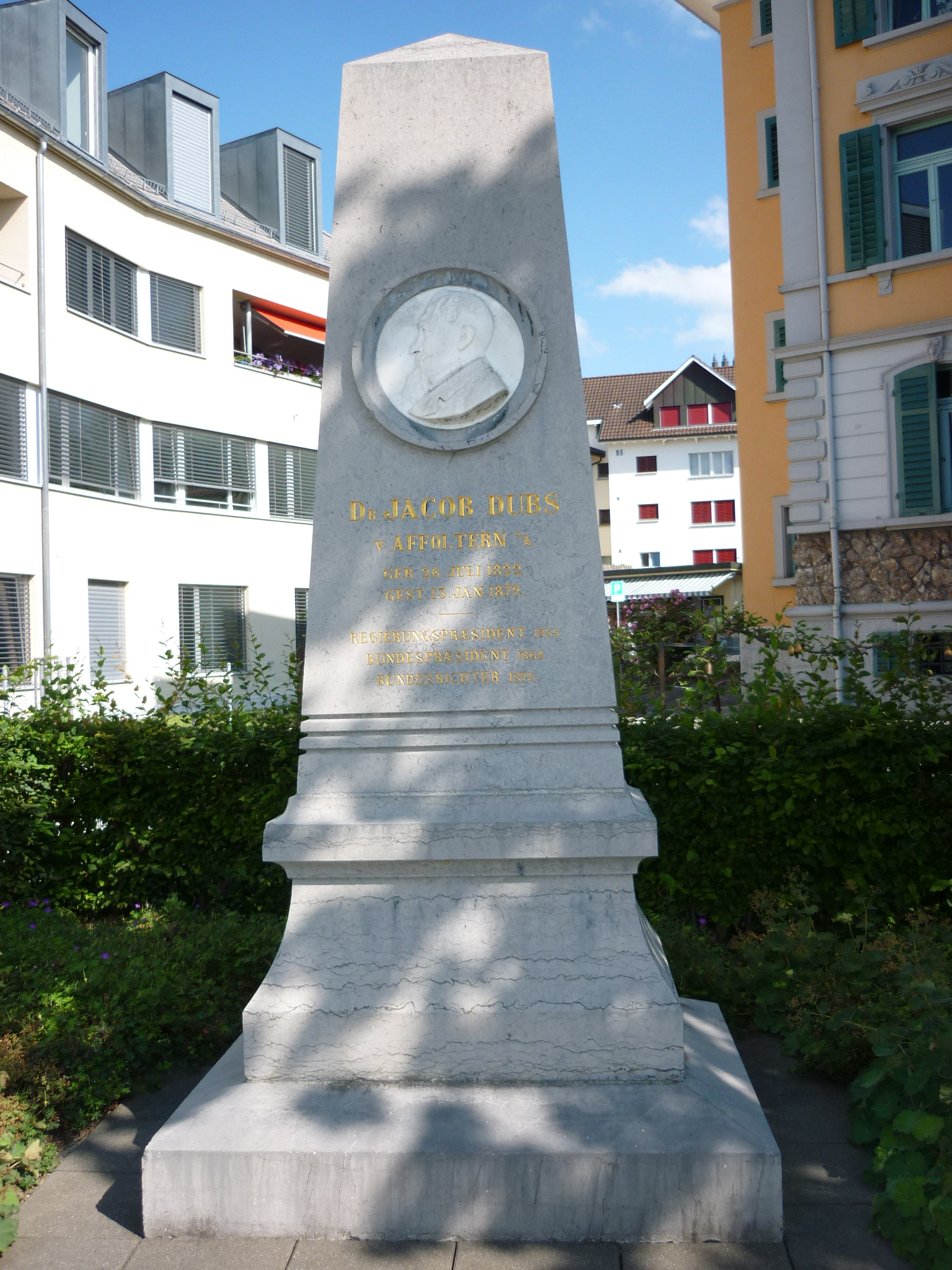
Denkmal in Affoltern

Jakob Dubs war der Sohn des gleichnamigen Metzgers, Wirts und Posthalters in Affoltern am Albis, Kt. Zürich. Nach dem Abschluss der Volksschule in Mettmenstetten setzte seine Mutter Anna Barbara (geb. Näf) gegen den Willen des Vaters durch, dass er in Zürich das Gymnasium besuchte. Aus disziplinarischen Gründen verliess er die Schule kurz vor dem Abschluss und begann ein Studium der Rechtswissenschaft an der Universität Bern, die damals noch keine Matura verlangte. In Bern studierte er bei Wilhelm Snell, anschliessend an der Ruprecht-Karls-Universität in Heidelberg bei Carl Mittermaier. 1843 promovierte er an der Universität Zürich und war daraufhin als Rechtsanwalt tätig, drei Jahre später nahm er eine Stelle als Verhörrichter an.
Als Mitglied der Studentenverbindung Helvetia, des damaligen Sammelbeckens des radikalen Liberalismus in der Schweizerischen Eidgenossenschaft, wurde Dubs schon früh in politische Ereignisse hineingezogen und engagierte sich für eine Umwandlung des losen Staatenbundes in einen Bundesstaat liberaler Prägung. Zusammen mit dem Dichter Gottfried Keller nahm er 1845 am zweiten Freischarenzug gegen die konservative Regierung des Kantons Luzern teil, 1847 als Dragonerfeldweibel am Sonderbundskrieg. Nach dem frühen Tod seiner ersten Ehefrau Franziska Kämpfer (1825–1850) heiratete er 1856 Paulina Heitz (1836–1895), die Tochter eines Seidenfabrikanten aus Stäfa.

### Kantons- und Bundespolitik
Dubs’ politische Karriere begann 1847 mit der Wahl in den Zürcher Kantonsrat, dem er die folgenden 14 Jahre angehörte und den er in den Jahren 1853 und 1855 präsidierte. Ab 1849 amtierte er zusätzlich als nebenamtlicher Staatsanwalt. Er setzte sich mit Erfolg für die Einführung von Geschworenengerichten ein, war massgeblich an einem neuen Strafgesetzbuch beteiligt und widmete sich auch der Gesetzgebung in den Bereichen Schulen, Fabriken und Kirchenorganisation. Grosse Beachtung fand er als Redaktor des Schweizerischen Republikaners und des Landboten aus Winterthur (damals ein liberales Wochenblatt), für die er zahlreiche Artikel schrieb.
Bei den ersten Nationalratswahlen im Oktober 1848 hatte Dubs nicht kandidiert. Nach dem Tod von Nationalrat Johann Jakob Wieland trat er jedoch am 11. Februar 1849 zu einer Ersatzwahl an und wurde im Wahlkreis Zürich-Südwest zu dessen Nachfolger gewählt. Daraufhin fand er in «Eisenbahnkönig» Alfred Escher einen einflussreichen Unterstützer, mit dem er zwei Jahrzehnte lang einen regen Briefaustausch über den Sonderbundskrieg, Schweizer Politik, Aussenhandel und Eisenbahnbau pflegte. 1854 war Dubs Nationalratspräsident. Nicht zuletzt dank Eschers Förderung schaffte er 1854 die Wahl in den Ständerat und in den Zürcher Regierungsrat. In letzterem übernahm er zunächst die Justizdirektion, bevor er 1855 zur Erziehungsdirektion wechselte. Während er mit Vorschlägen zu einem neuen Strafrecht und einem Kirchengesetz scheiterte, konnte er 1859 eine Reform des Schulgesetzes durchbringen.
Zusätzlich zu seinen politischen Mandaten hatte Dubs von 1854 bis 1861 das Amt eines nebenamtlichen Bundesrichters inne. Im Ständerat, den er 1856 präsidierte, stellte er sich als Vertreter der liberalen Richtung um Alfred Escher gegen die radikale Gruppe um Bundesrat Jakob Stämpfli, deren Vorgehen beim Neuenburgerhandel (1856/57) und beim Savoyerhandel (1859/60) er als zu ungestüm empfand. Sein früherer Gesinnungsgenosse Stämpfli bezeichnete ihn als «Zürcher Krämer», der «moralischen Hochverrat» begangen habe. Nach Jonas Furrers Tod galt Dubs als aussichtsreichster Kandidat für dessen Nachfolge. Stämpflis Berner-Zeitung lancierte eine Kampagne gegen ihn und bezeichnete seine mögliche Wahl als «politische Todsünde», da die Schweiz damit in der Savoyerfrage «das schmachvolle Unrecht hinnehmen wolle und gleichsam Abbitte leiste». Doch die Attacken bewirkten das Gegenteil: Am 30. Juli 1861 wählte ihn die Bundesversammlung im ersten Wahlgang und mit 90 von 124 abgegebenen Stimmen in den Bundesrat; 13 Stimmen entfielen auf Paul Carl Eduard Ziegler, 21 Stimmen auf weitere Personen.

### Bundesrat
Während seiner elf Jahre dauernden Amtszeit als Bundesrat wechselte Dubs fast jedes Jahr das Departement. Als Bundespräsident stand er in den Jahren 1864, 1868 und 1870 – wie damals üblich – dem Politischen Departement (Aussenministerium) vor. Von 1861 bis 1863 und wieder 1866 leitete er das Justiz- und Polizeidepartement, in den Jahren 1867 und 1869 das Postdepartement, 1865 sowie von 1871 bis 1872 das Departement des Innern.
Im Zentrum seines Wirkens stand vor allem der Ausbau der Beziehungen zu den Nachbarstaaten. Er bereitete den 1864 abgeschlossenen umfassenden Handelsvertrag mit Frankreich vor; 1868/69 folgten weitere Verträge mit Italien, Österreich-Ungarn und dem Deutschen Zollverein in den Bereichen Handel, Niederlassung, Post und Telegrafenverkehr. Im Gegensatz zur Meinung, die er noch als Ständerat vertreten hatte, befürwortete er nun eine weitaus aktivere Aussenpolitik. So hatte Dubs dem im Frühjahr 1866 nach Amerika reisenden Maler Frank Buchser ein persönliches Empfehlungsschreiben mitgegeben um ihm die nötigen Kontakte zu verschaffen die Dubs' Pläne für ein Bündnis zwischen der Schweiz und Nordamerika in die Wege leiten sollten. Während des Deutsch-Französischen Kriegs von 1870/71 plante er die militärische Besetzung Hochsavoyens, obwohl er zehn Jahre zuvor ähnliche Gedankenspiele Stämpflis vehement bekämpft hatte. Er befasste sich auch eingehend mit dem Problem, dem Binnenstaat Schweiz einen Zugang zu Hafenanlagen am Meer, und Schiffe unter eigener Flagge zu sichern (siehe Schweizer Hochseeschifffahrt).
In der Frage des Eisenbahnbaus versuchte Dubs eine vermittelnde Rolle zwischen Anhängern einer Staatsbahn und der vollständigen Privatisierung zu finden. Die Entscheidung über eine Alpentransversale wollte er Deutschland und Italien überlassen. Er war ein überzeugter Anhänger des Föderalismus und versuchte diesen zu stärken, indem er in seiner 1865 erschienenen Schrift «Zur Bundesrevision» eine Teilrevision der Bundesverfassung anregte. Die Bundesversammlung legte am 14. Januar 1866 neun Vorlagen zur Abstimmung vor, doch Volk und Stände nahmen lediglich die Gleichstellung der Juden bei der Niederlassungsfreiheit an. Von nun an beherrschten die Zentralisten mit ihrem Wortführer Emil Welti die Debatte um die Verfassungsrevision und begannen den Ausbau der Volksrechte zu fordern. Dubs hingegen hielt als Altliberaler das Volk nicht für fähig, gesetzgeberisch tätig zu werden, und trat weiterhin für eine rein repräsentative Demokratie ein. In der Folge verlor er nicht nur im Bundesratskollegium an Einfluss, sondern distanzierte sich zunehmend auch von Escher, der einen Kompromiss anstrebte.
Der Gesamtbundesrat legte 1870 einen Vorschlag zur Totalrevision der Bundesverfassung vor, der zu einem grossen Teil von Dubs geprägt worden war. Das Vorhaben stiess in der Bundesversammlung auf den Widerstand von Radikalen und Demokraten. Dubs zerrieb sich in internen Machtkämpfen und musste einsehen, dass er auf diesem Weg sein Ziel nicht erreichen konnte, weshalb er am 1. März 1872 seinen Rücktritt bekanntgab. Die Vereinigte Bundesversammlung beschloss mit 76 zu 63 Stimmen, ihn zum Verbleiben im Amt einzuladen. Doch Dubs hielt an seiner Entscheidung fest und wies darauf hin, dass es zwischen ihm und der Mehrheit des Parlaments in wichtigen Fragen keine Übereinstimmung gebe. Am 28. Mai 1872 genehmigte die Vereinigte Bundesversammlung das Rücktrittsgesuch. Als Nachfolger wählte sie am 12. Juli 1872 Johann Jakob Scherer.

### Weitere Tätigkeiten

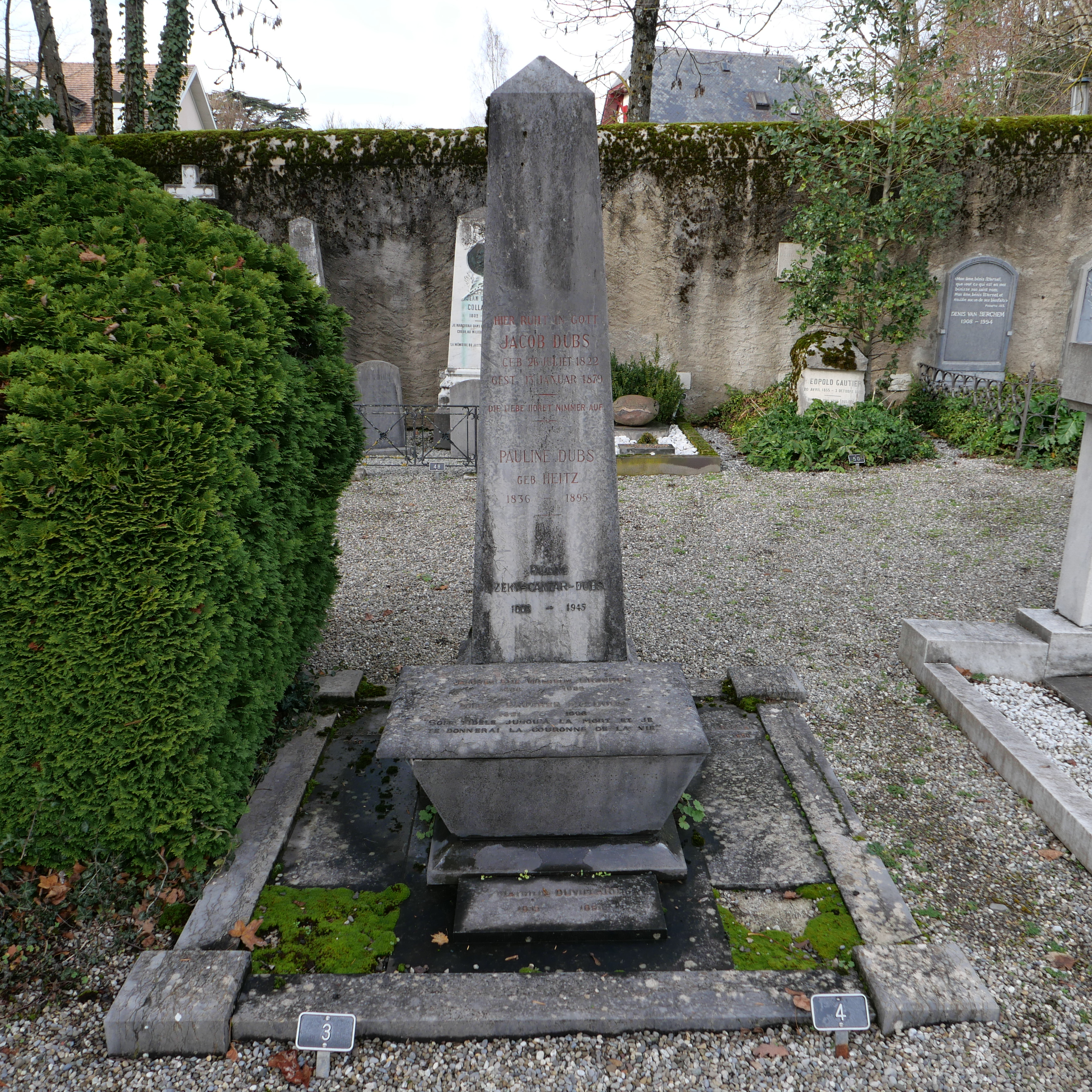
Das Familiengrab von Dubs, seiner zweiten Frau Pauline, von Pauline Zeky-Cantar-Dubs (1865–1945) sowie weiteren Nachkommen auf dem Alten Friedhof von Cologny im Kanton Genf.

Dubs führte die aus Föderalisten aus der Romandie und Katholisch-Konservativen zusammengesetzte Koalition an, welche die Totalrevision der Bundesverfassung bekämpfte. Erstere befürchteten eine zu starke Zentralisierung, während letztere verschiedene vom Geist des Kulturkampfs geprägte Ausnahmebestimmungen ablehnten. Am 12. Mai 1872, knapp zwei Wochen vor seinem Rücktritt aus dem Bundesrat, wurde die Totalrevision in der Volksabstimmung mit 50,5 % der Stimmen abgelehnt. Bei den darauf folgenden Nationalratswahlen am 27. Oktober 1872 fiel Dubs in zwei Zürcher Wahlkreisen klar durch, hingegen war er im Wahlkreis Waadt-Ost erfolgreich. Er wollte die von ihm begründete «föderalistische Front» zu einer Art national-föderalistischen Partei umwandeln und brachte ein Kampfblatt namens Die Eidgenossenschaft heraus, doch die nur in der Verfassungsfrage geeinte Bewegung erwies sich als viel zu heterogen. Sie zerbrach am Kulturkampf und an den zu unterschiedlichen Vorstellungen der Parteigänger. Da der zweite Verfassungsentwurf wieder mehr föderalistische Elemente enthielt, wechselte Dubs ins Lager der Befürworter. Volk und Stände nahmen die neue Verfassung am 19. April 1874 mit klarer Mehrheit an.
Im Juli 1866 war Dubs neben dem Juristen Gustave Moynier und dem General Guillaume Henri Dufour wesentlich an der Gründung des Hülfsvereins für schweizerische Wehrmänner und deren Familien beteiligt gewesen. 1872 übernahm er die Leitung des Vereins. Da aus diesem später das Schweizerische Rote Kreuz (SRK) entstand, gilt er als erster Präsident in der Geschichte des SRK. Sein Nachfolger in diesem Amt war Karl Schenk. 1875 wählte die Bundesversammlung Dubs zum vollamtlichen Bundesrichter. Er übersiedelte nach Lausanne und war 1878 Vizepräsident des Bundesgerichts. Daneben setzte er sich für die Förderung von Schmalspur- und Regionalbahnen in der Schweiz ein. Kurz vor seinem Tod im Alter von 56 Jahren veröffentlichte er eine populärwissenschaftliche Darstellung des öffentlichen Rechts in der Schweiz.

## Schriften
(Auswahl)
- Entwurf eines Strafgesetzbuches für den Kanton Zürich. Orell, Füssli und Comp., Zürich 1855 (Digitalisat).
- Das Oeffentliche Recht der Schweizerischen Eidgenossenschaft. Dargestellt für das Volk. Erster Theil: Allgemeine Einleitung und Kantonalstaatsrecht. Orell Füssli & Co., Zürich 1878 (Digitalisat).
- Das Oeffentliche Recht der Schweizerischen Eidgenossenschaft. Dargestellt für das Volk. Zweiter Theil: Das Bundesstaatsrecht. Orell Füssli & Co., Zürich 1878 (Digitalisat).